# Йоганн Фрідріх Гаусман
Йоганн Фрідріх Гаусман (нім. Johann Friedrich Ludwig Hausmann; 1782—1859) — німецький геолог і мінералог.

## Біографія
Народився 22 лютого 1782 року в Ганновері.
Навчався в Геттінгені, де отримав ступінь доктора філософії (Ph.D). Через два роки після здійснення геологічної експедиції по Данії, Норвегії та Швеції, в 1807 році був призначений керівником державного гірничодобувного підприємства у Вестфалії; заснував шахтну школу у Клаусталь-Целлерфельді у горах Гарца.
У 1811 році Гаусман був призначений професором технології та гірничої справи, а потім геології та мінералогії в Геттінгенському університеті, який він займав майже до кінця життя. Крім того, він був протягом багатьох років секретарем Королівської академії наук у Геттінгені. У 1813 року його було обрано іноземним членом Шведської королівської академії наук.
Йоганн Гаусман є автором багатьох праць, серед яких роботи з геології та мінералогії Іспанії та Італії, а також Центральної та Північної Європи, описавши гіпс, пірит, польовий шпат, тахіліт та кордієрит на деяких вивержених породах. У 1816 році разом із Фрідріхом Штромейєром він описав мінерал алофан. У 1847 році він вигадав назву мінералу біотит на честь фізика Жана-Батиста Біо. Також Гаусману приписують назви мінералів піроморфіт (1813) та родохрозит (1813).